# Juan Bautista Alberdi (Tucumã)
Juan Bautista Alberdi é uma cidade da Argentina, capital do departamento de Juan Bautista Alberdi, província de Tucumã.